# Peter Townsend
Ne doit pas être confondu avec Peter Townshend.
Pour les articles homonymes, voir Townsend.
 (décembre 2020).
Si vous disposez d'ouvrages ou d'articles de référence ou si vous connaissez des sites web de qualité traitant du thème abordé ici, merci de compléter l'article en donnant les références utiles à sa vérifiabilité et en les liant à la section « Notes et références ».
Peter Townsend, né le 22 novembre 1914 à Rangoun en Birmanie britannique et mort le 19 juin 1995 à Saint-Léger-en-Yvelines en France, est un pilote britannique. Officier au sein de la Royal Air Force, et héros de la Seconde Guerre mondiale, il est écuyer du roi George VI de 1944 à 1952 puis de la reine Élisabeth II de 1952 à 1953. Il entretient durant ces années une liaison avec la princesse Margaret du Royaume-Uni, sœur cadette de la souveraine.

## Biographie
Peter Wooldridge Townsend est le fils du lieutenant-colonel Edward Copleston Townsend et de Gladys Hatt-Cook, tous deux membres de la landed gentry du Devon.
Il fait ses études à l'Haileybury and Imperial Service College de Hertford Heath (Hertfordshire) et entre à la Royal Air Force en 1933.

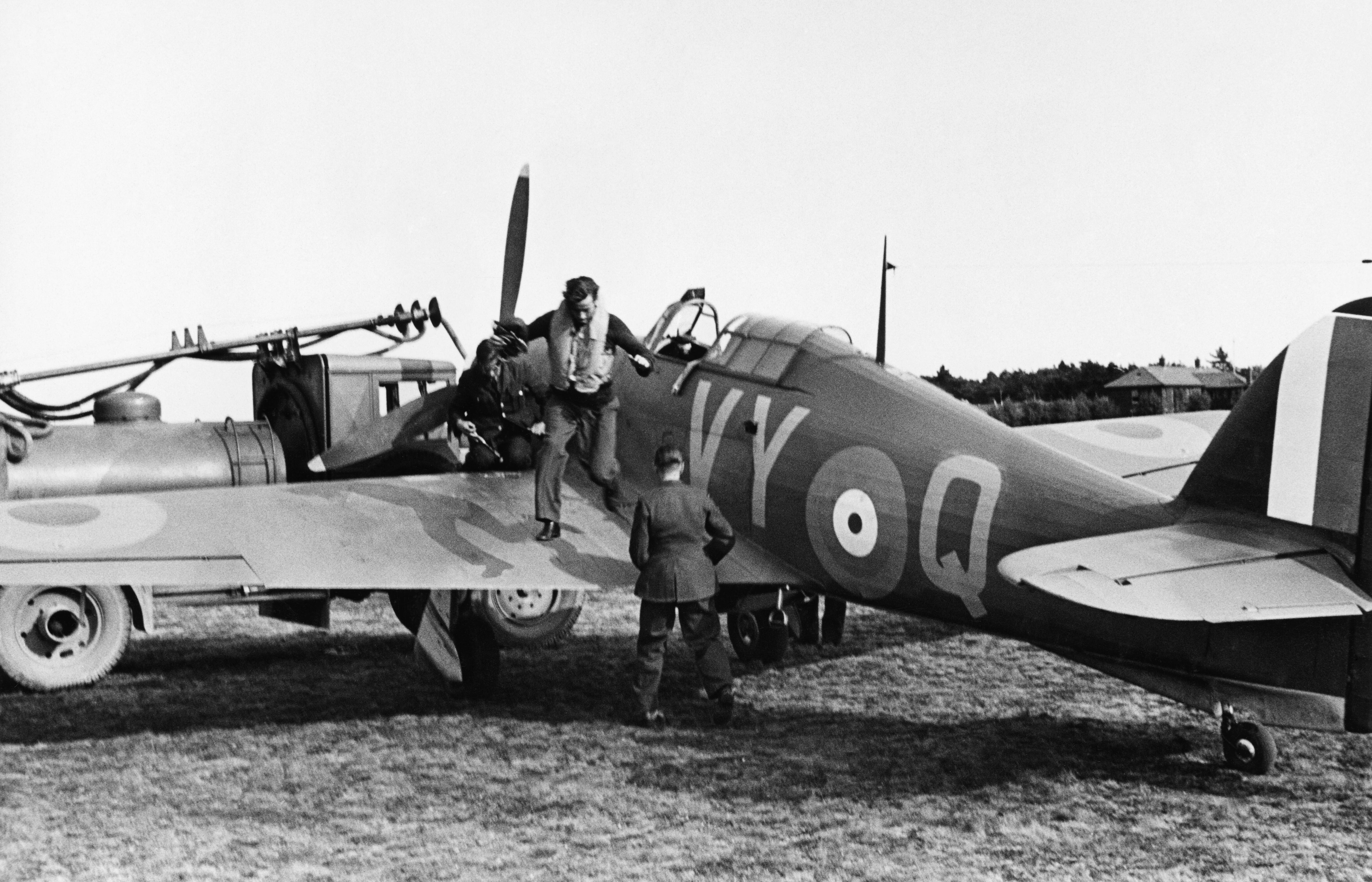
Le squadron leader Townsend descend de son Hurricane, juillet 1940.

Il se marie, le 17 juillet 1941 à Hadham dans le Hertfordshire en Grande-Bretagne, avec Cecil Rosemary Pawle (9 mai 1921 - 27 février 2004). Deux fils naissent de cette union :
- Giles Townsend (1942-2015), devenu président de la Cambridge Bomber and Fighter Society ;
- Hugo Townsend (1945), qui épouse la princesse Yolande de Ligne (née le 16 juin 1964), fille du prince Antoine de Ligne et de la princesse Alix de Luxembourg.

Ils divorcent en novembre 1952 (Rosemary Pawle se remariera en deuxièmes noces avec John de László (fils du peintre Philip de László), puis en troisièmes noces avec John Pratt, 5e marquis Camden).
Promu group captain le 1er janvier 1953, Peter Townsend connaît une idylle avec la princesse Margaret, sœur cadette de la reine Élisabeth II. Étant divorcé, il ne peut pas l'épouser ; leur liaison suscite une grande controverse au début des années 1950. 
En 1959, il épouse à Bruxelles Marie-Luce Jamagne, fille de commerçants belges catholiques de Brasschaat, avec qui il a trois enfants : Marie-Françoise, Pierre et Isabelle.
Il est l'un des nombreux conseillers militaires du film La Bataille d'Angleterre tourné en 1969. Peter Townsend passe également une grande partie de ses dernières années à écrire des ouvrages, tous traduits en français. Il a notamment écrit Terre mon amie (sur le tour du monde en voiture ou en bateau, en solitaire, au milieu des années 1950), Un duel d'aigles (sur la bataille d'Angleterre), Le dernier empereur (biographie du roi George VI), L'enfant de Nagasaki (sur le bombardement atomique de Nagasaki) et Le hasard et les jours (une autobiographie). Il écrit aussi de nombreux articles et contribue à plusieurs autres livres.
Townsend meurt le 19 juin 1995 à Saint-Léger-en-Yvelines, village des Yvelines où il vivait en famille depuis plus de vingt ans et où ils avaient restauré une ancienne ferme. Il est inhumé dans le petit cimetière surplombant le bourg, avec comme inscription sur sa tombe : Peter Wooldridge Townsend. 1914-1995 Royal Air Force - 85th Squadron.

## Distinctions
- Commandeur de l'ordre royal de Victoria.
- Ordre du Service distingué.
- Distinguished Flying Cross (Royaume-Uni).

## Dans la culture populaire
Dans la série télévisée The Crown, son rôle est interprété par Ben Miles (2016) et Timothy Dalton (2022).

### Ouvrages de Peter Townsend
- Terre mon amie [« Earth, my friend »]  (trad. de l'anglais), La Table ronde, 1959.
- Un duel d'aigles. RAF contre Luftwaffe [« Duel of Eagles »]  (trad. de l'anglais), Robert Laffont, coll. « L'Histoire que nous vivons », 1969.
- Le dernier empereur [« The last emperor: an intimate account of George VI and the fall of his empire »]  (trad. de l'anglais), Robert Laffont, 1977.
- Le hasard et les jours. Autobiographie [« Time and Chance: an autobiography »]  (trad. de l'anglais), Robert Laffont, coll. « Vécu », 1978.
- La rescapée du Bateau Blanc [« The Girl in the White Ship »]  (trad. de l'anglais), Robert Laffont, 1982.
- L'enfant de Nagazaki [« The Postman of Nagasaki »]  (trad. de l'anglais), JC Lattès, 1984 ; rééd. Le Facteur de Nagasaki  (trad. Pierre Reignier, postface Isabelle Townsend), Paris, Les Belles Lettres, 2025, 252 p. (ISBN 9782251456973).

### Biographie de Peter Townsend
- Norman Barrymaine (trad. de l'anglais par Françoise Cousteau), L'Histoire de Peter Townsend, Gallimard, coll. « L'Air du Temps », 1960, 288 p. (ISBN 9782070204595).